# Автомир (автодилер)

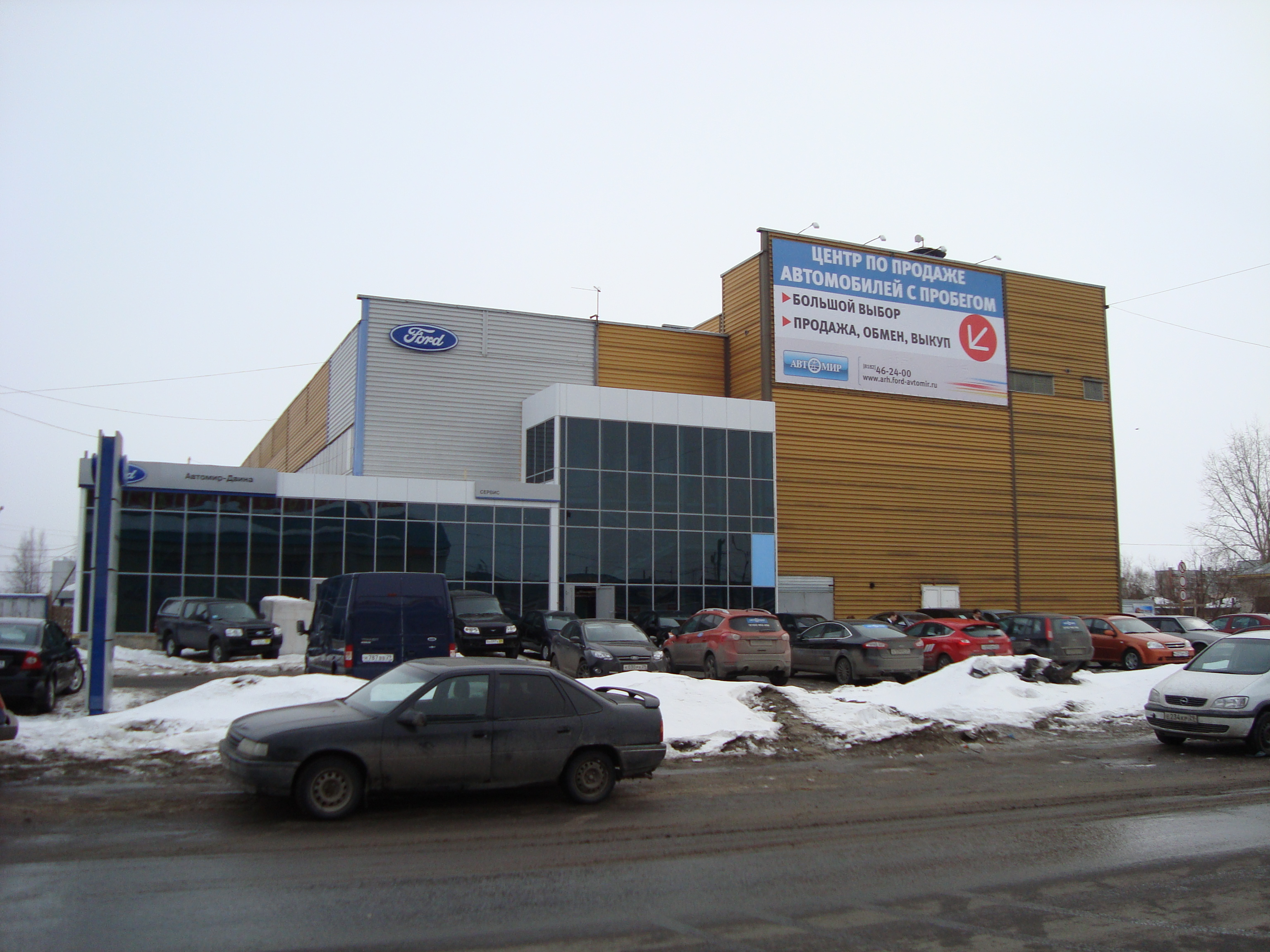
Архангельск, Автомир (Ford)

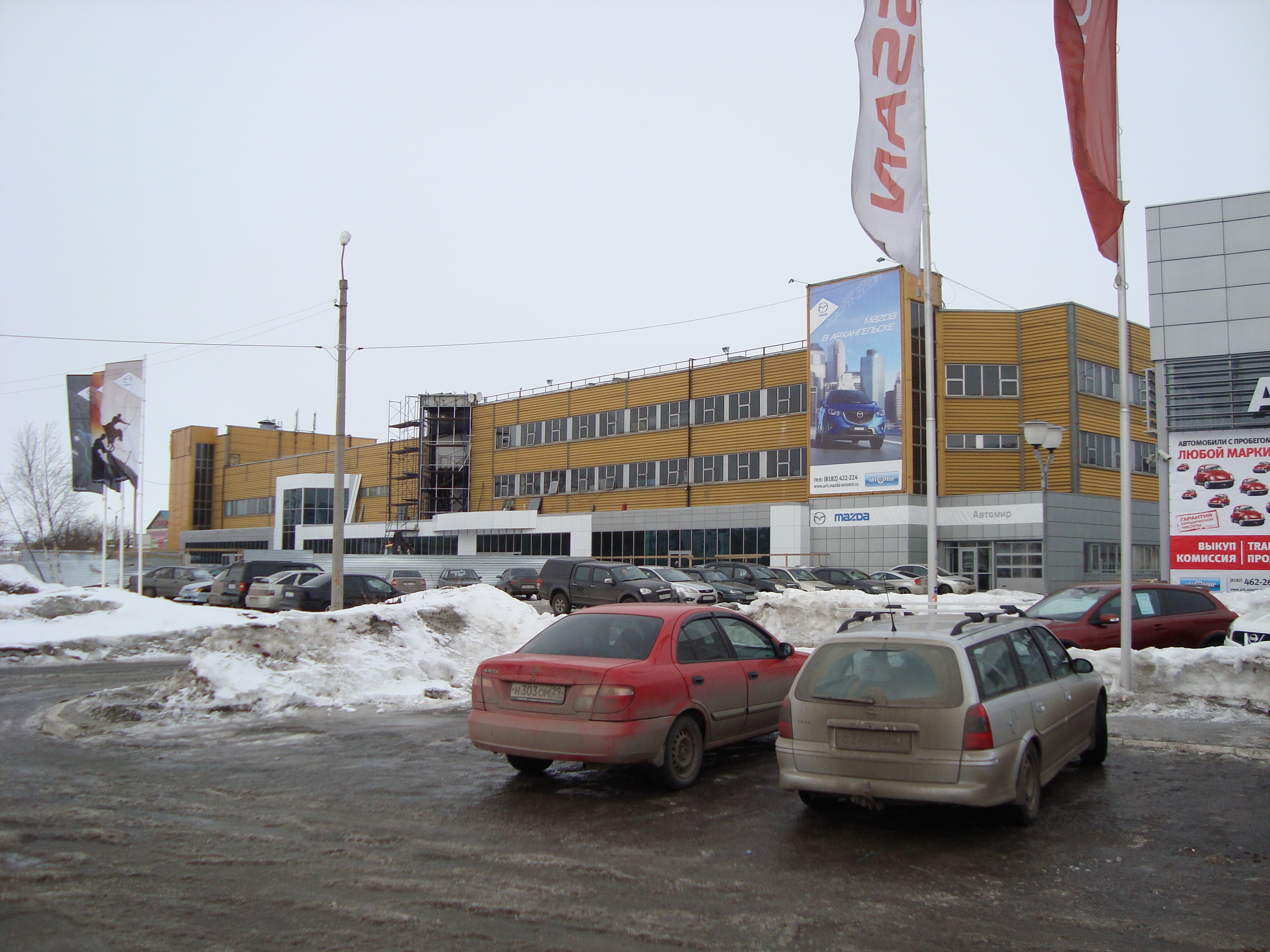
Архангельск, Автомир (Mazda)

«Автоми́р» — российская компания, автомобильный дилер, основанная в 1993 году со штаб-квартирой в Москве. Один из крупнейших автомобильных ретейлеров в России по объёму продаж, входит в ТОП-5 автодилеров по выручке, занимает чуть более 4 % федерального рынка в сегменте новых автомобилей.

## История компании
Компания была основана в 1993 году. Первыми марками, с которыми работал «Автомир» в то время, были ВАЗ и ГАЗ. Годом позднее был открыт первый форматный автосалон, а также, помимо продажи автомобилей, появилось новое направление деятельности — ремонт и послепродажное обслуживание. Первой иномаркой, проданной компанией, стал автомобиль марки Daewoo.
В конце 90-х годов компания активно расширяла свою сбытовую сеть и постепенно наращивала объёмы продаж: появляются четыре новых марки иностранного производства Skoda, Renault, Nissan и Suzuki. Вскоре был построен и запущен первый дилерский центр, созданный по всем стандартам автопроизводителей; в портфеле компании появляются марки Kia, Hyundai и Volkswagen.
В 2005—2009 гг. были открыты региональные комплексы в Санкт-Петербурге, Брянске, Воронеже, Самаре, Ярославле, Архангельске, Сургуте, Новокузнецке, Воронеже и Орле, а также два дилерских центра в Казахстане. Компанией получено дилерство по маркам Toyota, Mazda, General Motors (Opel, Chevrolet), Ford и Mitsubishi.

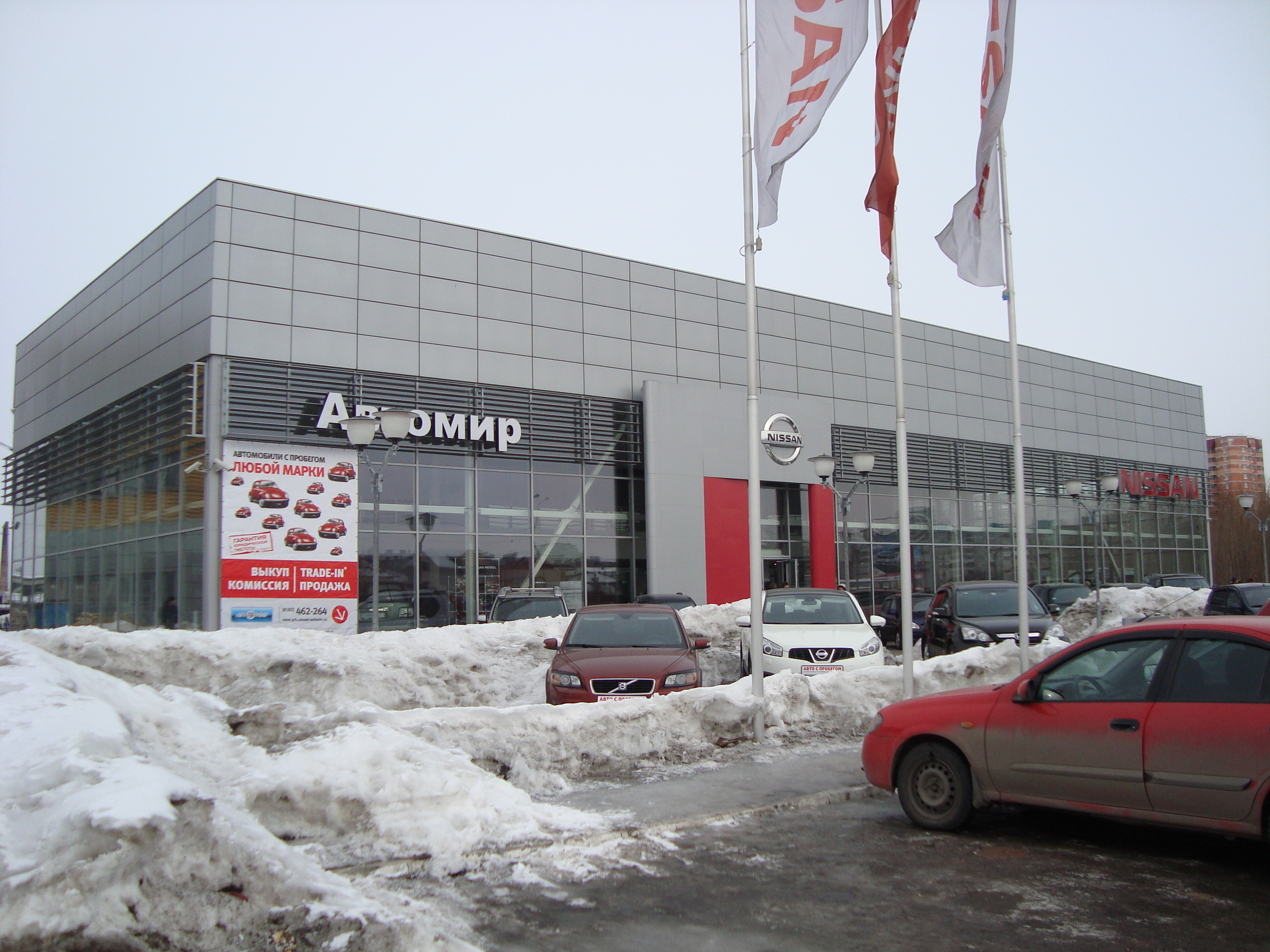
Архангельск, Автомир (Nissan)

В то время в стране действовало немало организаций с таким же, либо частично похожим названием, и поэтому активное развитие в регионах сопровождалось для «Автомира» многочисленными досудебными и судебными разбирательствами с «одноимёнными» конкурентами на почве интеллектуальной собственности.
В период 2012—2015 гг. компания являлась официальным дистрибьютором автомобилей Nissan в Казахстане, а с ноября 2014 года стала первым официальным дилером по марке Infiniti в этой стране. 
В феврале 2015 года был продан миллионный автомобиль. Дилерскую сеть пополнили автосалоны в Краснодаре и Нижнем Новгороде. В портфель брендов вернулась марка Lada, а также была запущена работа по бренду Datsun. 
В 2017 году заключено первое дилерское соглашение с маркой Audi: шоу-рум марки открылся в городе Новосибирске. Вскоре было открыто 6 шоу-румов на действующих объектах компании по маркам Mazda, Ford, Renault и Mitsubishi.
В 2019 году в портфеле брендов появилась новая марка Haval — были заключены дилерские контракты и открыты два шоу-рума в Москве и Ярославле.
В 2020 году компания стала лидером в России по числу открытий новых автоцентров. Марочный портфель компании пополнился ещё одной китайской маркой — Geely, были запущены 9 шоу-румов марок Nissan, Geely, Lada, Haval, Suzuki и Mitsubishi в Москве, Брянске, Екатеринбурге, Саратове и Самаре. В декабре 2020 года «Автомир» возобновил
ранее приостановленное сотрудничество с брендом Chery — шоу-рум по продажам и сервисному обслуживанию был открыт в Нижнем Новгороде.
В 2021 году в торговой сети компании появились новые шоу-румы: получена франшиза по марке Chery в Москве и открылся новый дилерский центр Suzuki в Архангельске. В 2022 году компания начала сотрудничество с брендом Exeed — был открыт шоу-рум марки в городе Новосибирске. В 2023 году структура дилерских центров в Новосибирске была оптимизирована: аренду автокомплекса на улице Энергетиков не стали продлевать, бренды были распределены по другим центрам.

## Руководство компании
Председатель Совета директоров — Александр Митько. Генеральным директором группы компаний «Автомир» с 1 марта 2005 года является Николай Груздев.
В компании открыт собственный учебный центр, где проходят модульные профессиональные курсы, тренинги и семинары, мастер-классы экспертов бизнеса. Для специалистов, претендующих на руководящие должности в Компании, действует программа подготовки «Кадрового резерва».

## Деятельность компании
Направления деятельности компании: продажа новых автомобилей и автомобилей с пробегом; гарантийное и сервисное обслуживание; кузовной ремонт; розничная и оптовая продажа запасных частей; установка охранных устройств и дополнительного оборудования; продажа страховых и кредитных продуктов; прокат автомобилей; услуги технической помощи на дорогах и эвакуация автомобилей.
«Автомир» является дилером таких автомобильных брендов, как: Audi, Chery, Citroen, Ford, Geely, Haval, Hyundai, Infiniti, KIA, Lada, Mazda, Mitsubishi, Nissan, Peugeot, Renault, Škoda, Suzuki, Toyota, Volkswagen, Москвич, Seres, Aito.
Торговая сеть компании состоит из 47 дилерских центров, 17 из которых расположены в Москве, 27 — в российских регионах (Санкт-Петербург, Архангельск, Брянск, Воронеж, Екатеринбург, Краснодар, Нижний Новгород, Новокузнецк, Новосибирск, Самара, Саратов, Сургут, Челябинск, Ярославль) и 3 в Казахстане (Астана, Алматы, Караганда).

### Показатели деятельности
Количество реализованных автомобилей за год.
| Год  | Продано новых автомобилей | Продано автомобилей с пробегом |
| ---- | ------------------------- | ------------------------------ |
| 1995 | 4 284                     | 0                              |
| 1996 | 12 043                    | 108                            |
| 1997 | 23 760                    | 198                            |
| 1998 | 19 264                    | 487                            |
| 1999 | 30 132                    | 432                            |
| 2000 | 35 797                    | 526                            |
| 2001 | 36 429                    | 1 623                          |
| 2002 | 33 034                    | 2 315                          |
| 2003 | 37 965                    | 2 677                          |
| 2004 | 46 627                    | 4 085                          |
| 2005 | 48 881                    | 5 505                          |
| 2006 | 57 078                    | 4 853                          |
| 2007 | 81 147                    | 5 852                          |
| 2008 | 96 724                    | 6 135                          |
| 2009 | 49 713                    | 4 368                          |
| 2010 | 58 136                    | 5 121                          |
| 2011 | 78 583                    | 7 312                          |
| 2012 | 93 722                    | 10 160                         |
| 2013 | 88 466                    | 11 571                         |
| 2014 | 80 396                    | 14 511                         |
| 2015 | 41 046                    | 11 033                         |
| 2016 | 42 819                    | 15 650                         |
| 2017 | 58 706                    | 26 954                         |
| 2018 | 72 143                    | 36 347                         |
| 2019 | 72 259                    | 42 133                         |
| 2020 | 67 089                    | 40 247                         |
| 2021 | 69 396                    | 40 467                         |

## Рейтинги
- В рейтинге «РБК 500»: «Рейтинг крупнейших по выручке российских компаний 2020» «Автомир» занял 114 место[24].
- Второй дилер по объёму продаж новых автомобилей и автомобилей с пробегом по итогам 2020 года в рейтинге журнала «АвтоБизнесРевю»[25].
- В рейтинге крупнейших компаний России «RAEX-600» по итогам 2020 года «Автомир» занял 128 место[26].
- В рейтинге крупнейших компаний России «Эксперт-400» по итогам 2020 года «Автомир» занял 146 место[27].
- В рейтинге Forbes (Россия) «200 крупнейших частных компаний России» по итогам 2020 года «Автомир» занял 91 место[28].
- В рейтинге журнала «АвтоБизнесРевю» по итогам 2021 года среди 100 крупнейших дилерских холдингов России «Автомир» занял 2 место по объёму продаж новых автомобилей[29], а по размеру выручки — 4 место[30].